# باردو ۱۷۰۶۲
سیارک ۱۷۰۶۲ (به انگلیسی: 17062 Bardot، نامگذاری:1999GR8) هفده هزار و شصت و دومین سیارک کشف شده‌است که در ۱۰ آوریل ۱۹۹۹ کشف شد.
قدر مطلق سیارک برابر ۲۱.۴ است.